# Artere labiale anterioare
Artere labiale anterioare reprezintă ramuri ale arterei pudendale externe pofunde, se distribuie în labiile mari și mici ale femeii.
Artere labiale anterioare sunt omoloage cu arterele scrotale anterioare ale bărbaților.